# کارل لیختنگل
کارل لیختنگل (چکی: Karel Lichtnégl; ۳۰ اوت ۱۹۳۶ – ۱۵ ژانویه ۲۰۱۵ (۷۸ ساله)) بازیکن فوتبال اهل چکسلواکی بود.
از باشگاه‌هایی که در آن بازی کرده‌است می‌توان به باشگاه فوتبال ستاره سرخ برنو، باشگاه فوتبال اسلاویا پراگ، و باشگاه فوتبال زبرویوفکا برنو اشاره کرد.
وی همچنین در تیم‌های ملی فوتبال چکسلواکی و Czechoslovakia Olympic football team بازی کرده‌است.
وی در مسابقات کشوری و بین‌المللی در مجموع برندهٔ ۱ مدال نقره شده‌است.